# Slakoth
Slakoth is een fictief wezen uit de Pokémon-series computerspellen. Slakoth's eerste verschijning was in Pokémon Ruby en Sapphire. Hij evolueert in een Vigoroth op level 18, die vervolgens op level 36 naar Slaking evolueert. Slakoths hebben een beige vacht met twee bruine strepen op hun rug. Ook hebben ze bruine ringen om hun ogen en lange, scherpe nagels.
Slakoths staan bekend om hun luiheid. Hun enige eigenschap is "Truant", die Slakoth ervan weerhoudt om twee keer achter elkaar aan te aanvallen. Elke tweede ronde zal Slakoth, in plaats van aan te vallen "rondhangen", waarbij de Pokémon als het ware een beurt over slaat. Je kan tijdens een ronde waarin Truant actief is nog wel kiezen om van Pokémon te wisselen.
Wanneer Slakoth voor de eerste keer evolueert naar Vigoroth maakt de vaardigheid Truant plaats voor Vital Spirit, maar wanneer Vigoroth daarna evolueert naar Slaking krijgt de Pokémon de Truant-vaardigheid weer terug.

## Ruilkaartenspel
Er bestaan veertien standaard Slakoth kaarten, elk met het type Kleurloos als element.